# Los Mercenarios (lucha libre)
Los Mercenarios fue un stable heel de lucha libre profesional de la empresa mexicana Lucha Libre AAA Worldwide, quiénes están conformado por Rey Escorpión, Taurus y La Hiedra. El stable se fundó cuando La Máscara señaló que sería un stable similar a Los Ingobernables y formó su propia stable. La Máscara fue el líder del grupo desde su creación hasta su salida de la AAA en mayo de 2019.
Dentro de sus logros, está el haber sido Campeones Mundiales en Parejas de la AAA, ganados por Escorpión y Texano y una vez Campeón Latinoamericano de la AAA ganado por Fantasma.

## Historia

### AAA (2018-2023)
Con el paso del tiempo, La Máscara estuvo dispuesta a tener sus propios Ingobernables en AAA, en los que fue sucedido el 10 de agosto de 2018 cuando La Máscara traicionó a Máximo, disolviendo así el grupo de Los Mosqueteros del Diablo después de sus derrotas durante todas sus funciones. El 25 de agosto, Los Mercenarios vencieron a Joe Líder, Murder Clown y Pagano en Triplemanía XXVI. El 9 de septiembre en Cancún, Los Mercenarios (La Máscara & Rey Escorpión) formaron equipo con Australian Suicide y El Hijo de L.A. Park cayendo derrotados ante Aero Star y Máximo. El 30 de septiembre, Los Mercenarios (El Texano Jr., La Máscara & Rey Escorpión) volvieron a ser derrotados ante Mamba, Máximo y Pimpinela Escarlata.
El 28 de octubre en Héroes Inmortales XII, Texano y Escorpión defendieron sus Campeonato Mundial en Parejas de AAA ante Andrew Everett & DJ Z y  Mexablood (Bandido & Flamita) y esa misma noche, Fantasma cayo derrotado ante Pagano por la Copa Antonio Peña. El 2 de diciembre en Guerra de Titanes, Texano y Escorpión volvieron a defender sus títulos ante Joe Líder y Pagano y Los Macizos (Cíclope & Miedo Extremo) en la modalidad Extreme Rules Match.
El 16 de marzo de 2019 en Rey de Reyes, La Máscara hizo equipo con Killer Kross y Jeff Jarrett siendo derrotados por Las Fresas Salvajes (Mamba & Máximo) acompañado con Psycho Clown. Esa misma noche, Texano y Escorpión pierden sus títulos ante los Lucha Brothers (Fénix & Pentagón Jr.) terminando así su reinado de 356 días. El 20 de marzo de 2019, El Hijo del Fantasma anunció oficialmente que dejaría Los Mercenarios por su salida de la empresa AAA. El 3 de mayo, La Máscara se reunió con Rush y La Bestia del Ring en un evento independiente y horas después confirmó su salida de la AAA. Durante el mes de mayo, agregaron nuevos miembros como Taurus y La Hiedra.
El 3 de agosto en Triplemanía XXVII, Escorpión, Taurus y Texano cayeron derrotados ante Cody, Psycho Clown y el debutante Cain Velasquez. El 15 de septiembre, aparecieron en el evento de Lucha Invades NY en Nueva York, Escorpión, Taurus y Texano nuevamente cayeron derrotados ante Brian Cage, Psycho Clown y Cain Velasquez.
El 13 de julio texano jr sale de AAA así que Héroes Inmortales XIV, Escorpión mete a Villano III Jr como el nuevo mercenario antes de que luchen contra los jinetes del aire
El 11 de enero de 2022 tras una lucha en la noche Puma king y  Diamante azul aparecen atacando a lady shany, Maximo yuriko y la hiedra
lastimando a la hiedra y dejándola tres semanas sin luchar. En eso Escorpión manda un mensaje a la empresa sobre lo que hicieron y diciendo que traerían a un nuevo mercenario. Así el 13 de marzo de 2022 el nuevo mercenario fue  Flamita tras enfrentarse al poder del norte y a la nueva generación dinamita aunque terminaron derrotados.

## Miembros

### Miembros anteriores
| Nombre               | Tiempo                                        | Notas |
| -------------------- | --------------------------------------------- | --- |
| El Hijo del Fantasma | 4 de septiembre de 2018 – 20 de marzo de 2019 | Dejó oficialmente al grupo. |
| La Máscara           | 18 de agosto de 2018 – 3 de mayo de 2019      | Dejó oficialmente al grupo para reunirse con Rush y La Bestia del Ring en un evento independiente y se reagrupará con Los Ingobernables. |
| El Texano Jr.        | 18 de agosto de 2018 – 13 de julio de 2021    | Dejó oficialmente la empresa. |
| Konnan               | diciembre de 2018 – 13 de julio de 2020       | Dejó oficialmente al grupo. |
| Villano III Jr.      | 10 de noviembre de 2021 – 12 de julio de 2023 | Dejó oficialmente la empresa para reunirse con su hermano El Hijo del Villano III al consejo mundial de lucha libre.                     |
| Flamita              | 13 de marzo de 2022 – 1 de agosto de 2023     | Dejó oficialmente la empresa y el grupo.                                                                                                 |
| Rey Escorpión        | 18 de agosto de 2018 – agosto de 2023         | Se unió como el miembro de Los Mercenarios.                                                                                              |
| Taurus               | Abril de 2019 – agosto de 2023                | Se unió como el miembro de Los Mercenarios.                                                                                              |
| La Hiedra            | Mayo de 2019 – agosto de 2023                 | Se unió como la miembro de Los Mercenarios, siendo la única luchadora. Dejó el grupo para dedicarse con su stable "Las Toxicas".         |

## Campeonatos y logros
- DDT Pro-Wrestling
  - Ironman Heavymetalweight Championship (2 veces) – Texano (1) y La Hiedra (1)

- Lucha Libre AAA Worldwide
  - Campeonato Latinoamericano de AAA (2 veces) - Fantasma (1) y Taurus (1)
  - Campeonato Mundial en Parejas de AAA (1 vez) - Escorpión & Texano
  - Campeonato Mundial de Tríos de AAA (1 vez) – La Hiedra, Escorpión & Texano

- Promociones EMW
  - EMW World Women's Championship (1 vez) – La Hiedra